# Juan Pablo Villalobos
Pour les articles homonymes, voir Villalobos.
Œuvres principales
- Dans le terrier du lapin blanc

Juan Pablo Villalobos, né en 1973 à Guadalajara (Mexique), est un écrivain mexicain.

## Biographie
Grâce à l'obtention d'une bourse d'études en 2003, il suit des cours de marketing et de littérature comparée à Barcelone. En 2007, il s'installe au Brésil, mais revient à Barcelone en 2014, où il réside actuellement. 
Devenu écrivain, il publie des articles sur ses voyages, se fait un temps traducteur et, pour diverses publications, rédige des critiques littéraires et cinématographiques.
Comme romancier, son style se distingue par un humour noir, iconoclaste et caustique, ainsi qu'une habileté à mêler divers genres littéraires dans un même récit. Son premier roman, Dans le terrier du lapin blanc (Fiesta en la madriguera, 2010), est une condamnation du machisme et du trafic de la drogue au Mexique envisagés du point de vue d'un enfant. Gros succès de librairie, ce roman est rapidement traduit en portugais, français, italien, allemand, roumain, néerlandais et anglais
Avec le roman Personne n' est obligé de me croire , paru en 2016, il remporte le prix Herralde (Premio Herralde).

## Œuvres

### Romans
- Fiesta en la madriguera (2010)[1] Publié en français sous le titre Dans le terrier du lapin blanc, traduit par Claude Bleton, Arles, Actes Sud, coll. « Lettres latino-américaines », 2011, 105 p.  (ISBN 978-2-330-00164-3)
- Quesadillas (2012)
- Si viviéramos en un lugar normal (2012)[2] Publié en français sous le titre Si nous vivions dans un endroit normal, traduit par Claude Bleton, Arles, Actes Sud, coll. « Lettres latino-américaines », 2014, 186 p.  (ISBN 978-2-330-03692-8)
- Te vendo un perro (2015) Publié en français sous le titre Les Temps perdus, traduit par Claude Bleton, Arles, Actes Sud, coll. « Lettres latino-américaines », 2016, 256 p.  (ISBN 978-2-330-05799-2)
- No voy a pedirle a nadie que me crea (2016) Publié en français sous le titre Personne n’est obligé de me croire, traduit par Claude Bleton, Paris, Éditions Buchet/Chastel, 2018, 250 p.  (ISBN 978-2-283-03149-0)